# مورگانتاون (کنتاکی)
مورگانتاون (به انگلیسی: Morgantown) شهری در ایالت کنتاکی کشور ایالات متحده آمریکا است که جمعیت آن در سرشماری سال ۲۰۱۰ میلادی، ۲٬۳۹۴ نفر بوده‌است.